# Richard Meade
Richard John Hannay Meade (Chepstow, 4 dicembre 1938 – 8 gennaio 2015) è stato un cavaliere britannico.
Ha vinto tre medaglie olimpiche nell'equitazione, tutte d'oro. In particolare ha vinto la medaglia d'oro alle Olimpiadi 1968 tenutesi a Città del Messico nel concorso completo a squadre e due medaglie d'oro alle Olimpiadi 1972 di Monaco di Baviera, una nel concorso completo individuale e una nel concorso completo a squadre.
Nel corso delle sue partecipazioni ai campionati mondiali di equitazione ha vinto due medaglie d'oro (1970 e 1982) e tre d'argento (1966, 1970 e 1974) in diverse specialità.
A livello europeo ha vinto tre medaglie d'oro (1967, 1971 e 1981) e due di bronzo (1965 e 1973), tutte nel concorso completo a squadre.